# سرخوماهی نوارآبی
سرخوماهی نوارآبی (نام علمی: Lutjanus kasmira) نام یک گونه از سرده سرخوها است.